# Włochy na Zimowych Igrzyskach Olimpijskich 1980
Włochy na Zimowych Igrzyskach Olimpijskich 1980 reprezentowało 46 zawodników: trzydziestu czterech mężczyzn i dwanaście kobiet. Był to trzynasty start reprezentacji Włoch na zimowych igrzyskach olimpijskich.

## Medaliści
| Medal | Imię i nazwisko               | Dyscyplina    | Konkurencja           |
| ----- | ----------------------------- | ------------- | --------------------- |
|       | Paul Hildgartner              | Saneczkarstwo | Indywidualny mężczyzn |
|       | Peter Gschnitzer Karl Brunner | Saneczkarstwo | Dwójki mężczyzn       |

## Skład reprezentacji

### Narciarstwo alpejskie
Mężczyźni
| Zawodnik          | Konkurencja   | Wyścig 1     | Wyścig 1 | Wyścig 2     | Wyścig 2 | Łącznie      | Łącznie |
| Zawodnik          | Konkurencja   | Czas         | Miejsce  | Czas         | Miejsce  | Czas         | Miejsce |
| ----------------- | ------------- | ------------ | -------- | ------------ | -------- | ------------ | ------- |
| Giuliano Giardini | Zjazd         |              |          |              |          | 1:48.98      | 15      |
| Herbert Plank     | Zjazd         |              |          |              |          | 1:47.13      | 6       |
| Mauro Bernardi    | Slalom gigant | Nie ukończył | –        | –            | –        | Nie ukończył | –       |
| Piero Gros        | Slalom gigant | 1:22.15      | 20       | Nie ukończył | –        | Nie ukończył | –       |
| Alex Giorgi       | Slalom gigant | 1:22.02      | 18       | Nie ukończył | –        | Nie ukończył | –       |
| Bruno Nöckler     | Slalom gigant | 1:20.99      | 4        | 1:21.96      | 7        | 2:42.95      | 6       |
| Paolo De Chiesa   | Slalom        | Nie ukończył | –        | –            | –        | Nie ukończył | –       |
| Bruno Nöckler     | Slalom        | Nie ukończył | –        | –            | –        | Nie ukończył | –       |
| Mauro Bernardi    | Slalom        | 55.40        | 14       | Nie ukończył | –        | Nie ukończył | –       |
| Gustavo Thoeni    | Slalom        | 54.79        | 8        | 51.20        | 5        | 1:45.99      | 8       |

Kobiety
| Zawodniczka       | Konkurencja   | Wyścig 1      | Wyścig 1 | Wyścig 2      | Wyścig 2 | Łącznie       | Łącznie |
| Zawodniczka       | Konkurencja   | Czas          | Miejsce  | Czas          | Miejsce  | Czas          | Miejsce |
| ----------------- | ------------- | ------------- | -------- | ------------- | -------- | ------------- | ------- |
| Cristina Gravina  | Zjazd         |               |          |               |          | 1:40.99       | 15      |
| Daniela Zini      | Slalom gigant | Nie ukończyła | –        | –             | –        | Nie ukończyła | –       |
| Wanda Bieler      | Slalom gigant | Nie ukończyła | –        | –             | –        | Nie ukończyła | –       |
| Maria Rosa Quario | Slalom gigant | 1:18.54       | 24       | Nie ukończyła | –        | Nie ukończyła | –       |
| Claudia Giordani  | Slalom gigant | 1:17.72       | 17       | 1:28.55       | 8        | 2:46.27       | 10      |
| Daniela Zini      | Slalom        | 45.08         | 13       | 44.14         | 3        | 1:29.22       | 7       |
| Wilma Gatta       | Slalom        | 44.46         | 10       | 45.48         | 10       | 1:29.94       | 10      |
| Claudia Giordani  | Slalom        | 44.42         | 9        | 44.70         | 6        | 1:29.12       | 5       |
| Maria Rosa Quario | Slalom        | 43.63         | 6        | 44.29         | 4        | 1:27.92       | 4       |

### Biathlon
Mężczyźni
| Konkurencja  | Zawodnik           | Pudła 1 | Czas     | Miejsce |
| ------------ | ------------------ | ------- | -------- | ------- |
| 10 km Sprint | Adruino Tiraboschi | 3       | 36:39.98 | 31      |
| 10 km Sprint | Adriano Darioli    | 5       | 36:14.17 | 25      |
| 10 km Sprint | Luigi Weiss        | 3       | 35:37.72 | 18      |

| Konkurencja   | Zawodnik           | Czas       | Kary | Skorygowany czas 2 | Miejsce |
| ------------- | ------------------ | ---------- | ---- | ------------------ | ------- |
| Bieg na 20 km | Angelo Carrara     | 1'12:31.89 | 3    | 1'15:31.89         | 21      |
| Bieg na 20 km | Adriano Darioli    | 1'10:11.22 | 5    | 1'15:11.22         | 19      |
| Bieg na 20 km | Arduino Tiraboschi | 1'11:06.05 | 2    | 1'13:06.05         | 10      |

Sztafeta mężczyzn 4 x 7,5 km
| Zawodnicy                                                       | Wyścig  | Wyścig     | Wyścig  |
| Zawodnicy                                                       | Pudła 1 | Czas       | Miejsce |
| --------------------------------------------------------------- | ------- | ---------- | ------- |
| Arduino Tiraboschi Adriano Darioli Celestino Midali Luigi Weiss | 2       | 1'40:20.79 | 9       |

### Bobsleje
| Osada | Zawodnicy                    | Konkurencja | Ślizg 1 | Ślizg 1 | Ślizg 2 | Ślizg 2 | Ślizg 3 | Ślizg 3 | Ślizg 4 | Ślizg 4 | Łącznie | Łącznie |
| Osada | Zawodnicy                    | Konkurencja | Czas    | Miejsce | Czas    | Miejsce | Czas    | Miejsce | Czas    | Miejsce | Czas    | Miejsce |
| ----- | ---------------------------- | ----------- | ------- | ------- | ------- | ------- | ------- | ------- | ------- | ------- | ------- | ------- |
| ITA-1 | Andrea Jory Edmund Laziner   | Dwójki      | 1:03.73 | 11      | 1:04.19 | 11      | 1:03.97 | 15      | 1:04.45 | 16      | 4:16.34 | 14      |
| ITA-2 | Giuseppe Soravia Georg Werth | Dwójki      | 1:04.75 | 19      | 1:04.81 | 18      | 1:04.30 | 16      | 1:04.31 | 15      | 4:18.17 | 16      |

| Osada | Zawodnicy                                               | Konkurencja | Ślizg 1 | Ślizg 1 | Ślizg 2 | Ślizg 2 | Ślizg 3 | Ślizg 3 | Ślizg 4 | Ślizg 4 | Łącznie | Łącznie |
| Osada | Zawodnicy                                               | Konkurencja | Czas    | Miejsce | Czas    | Miejsce | Czas    | Miejsce | Czas    | Miejsce | Czas    | Miejsce |
| ----- | ------------------------------------------------------- | ----------- | ------- | ------- | ------- | ------- | ------- | ------- | ------- | ------- | ------- | ------- |
| ITA-1 | Andrea Jory Edmund Lanziner Georg Werth Giovanni Modena | Czwórki     | 1:01.26 | 9       | 1:01.66 | 12      | 1:01.01 | 12      | 1:01.37 | 10      | 4:05.30 | 11      |

### Biegi narciarskie
Mężczyźni
| Konkurencja   | Zawodnik           | Wyścig       | Wyścig  |
| Konkurencja   | Zawodnik           | Czas         | Miejsce |
| ------------- | ------------------ | ------------ | ------- |
| Bieg na 15 km | Giampaolo Rupil    | Nie ukończył | –       |
| Bieg na 15 km | Giulio Capitanio   | 45:10.40     | 39      |
| Bieg na 15 km | Giorgio Vanzetta   | 44:52.18     | 34      |
| Bieg na 15 km | Maurilio De Zolt   | 44:43.19     | 31      |
| Bieg na 30 km | Roberto Primus     | 1'37:55.47   | 43      |
| Bieg na 30 km | Benedetto Carrara  | 1'34:27.45   | 34      |
| Bieg na 30 km | Giulio Capitanio   | 1'33:07.48   | 27      |
| Bieg na 30 km | Maurilio De Zolt   | 1'31:43.74   | 20      |
| Bieg na 50 km | Maurilio De Zolt   | Nie ukończył | –       |
| Bieg na 50 km | Gianfranco Polvara | 2'41:51.58   | 32      |
| Bieg na 50 km | Roberto Primus     | 2'38:10.10   | 25      |
| Bieg na 50 km | Giulio Capitanio   | 2'37:01.40   | 19      |

Sztafeta mężczyzn 4 x 10 km
| Zawodnicy                                                            | Wyścig     | Wyścig  |
| Zawodnicy                                                            | Czas       | Miejsce |
| -------------------------------------------------------------------- | ---------- | ------- |
| Maurilio De Zolt Benedetto Carrara Giulio Capitanio Giorgio Vanzetta | 2'01:09.93 | 6       |

### Łyżwiarstwo figurowe
Kobiety
| Zawodniczka     | Konkurencja | Punkty | Miejsca | Miejsce |
| --------------- | ----------- | ------ | ------- | ------- |
| Franca Bianconi | Solistki    | 144.82 | 134     | 19      |
| Susanna Driano  | Solistki    | 172.82 | 77      | 8       |

### Saneczkarstwo
Mężczyźni
| Zawodnik         | Ślizg 1      | Ślizg 1 | Ślizg 2 | Ślizg 2 | Ślizg 3 | Ślizg 3 | Ślizg 4 | Ślizg 4 | Łącznie      | Łącznie |
| Zawodnik         | Czas         | Miejsce | Czas    | Miejsce | Czas    | Miejsce | Czas    | Miejsce | Czas         | Miejsce |
| ---------------- | ------------ | ------- | ------- | ------- | ------- | ------- | ------- | ------- | ------------ | ------- |
| Karl Brunner     | Nie ukończył | –       | –       | –       | –       | –       | –       | –       | Nie ukończył | –       |
| Paul Hildgartner | 43.652       | 5       | 44.000  | 4       | 43.708  | 2       | 44.012  | 3       | 2:55.372     |         |
| Ernst Haspinger  | 43.435       | 2       | 43.833  | 3       | 43.592  | 1       | 52.556  | 23      | 3:03.416     | 21      |

Dwójki (Mężczyźni)
| Zawodnicy                      | Ślizg 1 | Ślizg 1 | Ślizg 2 | Ślizg 2 | Łącznie  | Łącznie |
| Zawodnicy                      | Czas    | Miejsce | Czas    | Miejsce | Czas     | Miejsce |
| ------------------------------ | ------- | ------- | ------- | ------- | -------- | ------- |
| Peter Gschnitzer Karl Brunner  | 39.549  | 3       | 40.057  | 3       | 1:19.606 |         |
| Hansjörg Raffl Alfred Silginer | 39.823  | 5       | 40.153  | 6       | 1:19.976 | 5       |

Kobiety
| Zawodniczka          | Ślizg 1 | Ślizg 1 | Ślizg 2 | Ślizg 2 | Ślizg 3  | Ślizg 3 | Ślizg 4       | Ślizg 4 | Łącznie       | Łącznie |
| Zawodniczka          | Czas    | Miejsce | Czas    | Miejsce | Czas     | Miejsce | Czas          | Miejsce | Czas          | Miejsce |
| -------------------- | ------- | ------- | ------- | ------- | -------- | ------- | ------------- | ------- | ------------- | ------- |
| Monika Auer          | 40.590  | 17      | 40.319  | 11      | 41.269   | 21      | 40.855        | 16      | 2:43.033      | 16      |
| Angelika Aukenthaler | 39.829  | 12      | 41.043  | 20      | 39.919   | 11      | 39.860        | 9       | 2:40.651      | 11      |
| Maria-Luise Rainer   | 39.695  | 10      | 40.948  | 18      | 1:13.062 | 24      | Nie ukończyła | –       | Nie ukończyła | –       |

### Skoki narciarskie
| Zawodnik    | Konkurencja       | Skok 1  | Skok 1 | Skok 2  | Skok 2 | Łącznie | Łącznie |
| Zawodnik    | Konkurencja       | Dystans | Punkty | Dystans | Punkty | Punkty  | Miejsce |
| ----------- | ----------------- | ------- | ------ | ------- | ------ | ------- | ------- |
| Lido Tomasi | Skocznia normalna | 72.0    | 93.4   | 74.0    | 99.1   | 182.5   | 38      |
| Lido Tomasi | Skocznia duża     | 87.5    | 83.2   | 88.0    | 85.9   | 169.1   | 46      |

### Łyżwiarstwo szybkie
Mężczyźni
| Konkurencja     | Zawodnik           | Wyścig   | Wyścig  |
| Konkurencja     | Zawodnik           | Czas     | Miejsce |
| --------------- | ------------------ | -------- | ------- |
| Bieg na 500 m   | Giovanni Paganin   | 40.42    | 28      |
| Bieg na 1000 m  | Giovanni Paganin   | 1:21.50  | 28      |
| Bieg na 1500 m  | Maurizio Marchetto | 2:07.45  | 28      |
| Bieg na 5000 m  | Maurizio Marchetto | 7:35.50  | 23      |
| Bieg na 10000 m | Maurizio Marchetto | 15:56.73 | 22      |

Kobiety
| Konkurencja    | Zawodniczka    | Wyścig        | Wyścig  |
| Konkurencja    | Zawodniczka    | Czas          | Miejsce |
| -------------- | -------------- | ------------- | ------- |
| Bieg na 500 m  | Marzia Peretti | Nie ukończyła | –       |
| Bieg na 1000 m | Marzia Peretti | 1:35.66       | 36      |